# Jełosznoje
Jełosznoje (ros. Елошное) – wieś (sieło) w Rosji, w obwodzie kurgańskim, w rejonie lebiażjewskim. W 2010 liczyła 648 mieszkańców.